# Bertholdia aroana
Bertholdia aroana är en fjärilsart som beskrevs av Embrik Strand 1919. Bertholdia aroana ingår i släktet Bertholdia och familjen björnspinnare. Inga underarter finns listade i Catalogue of Life.